# Karl Innerebner

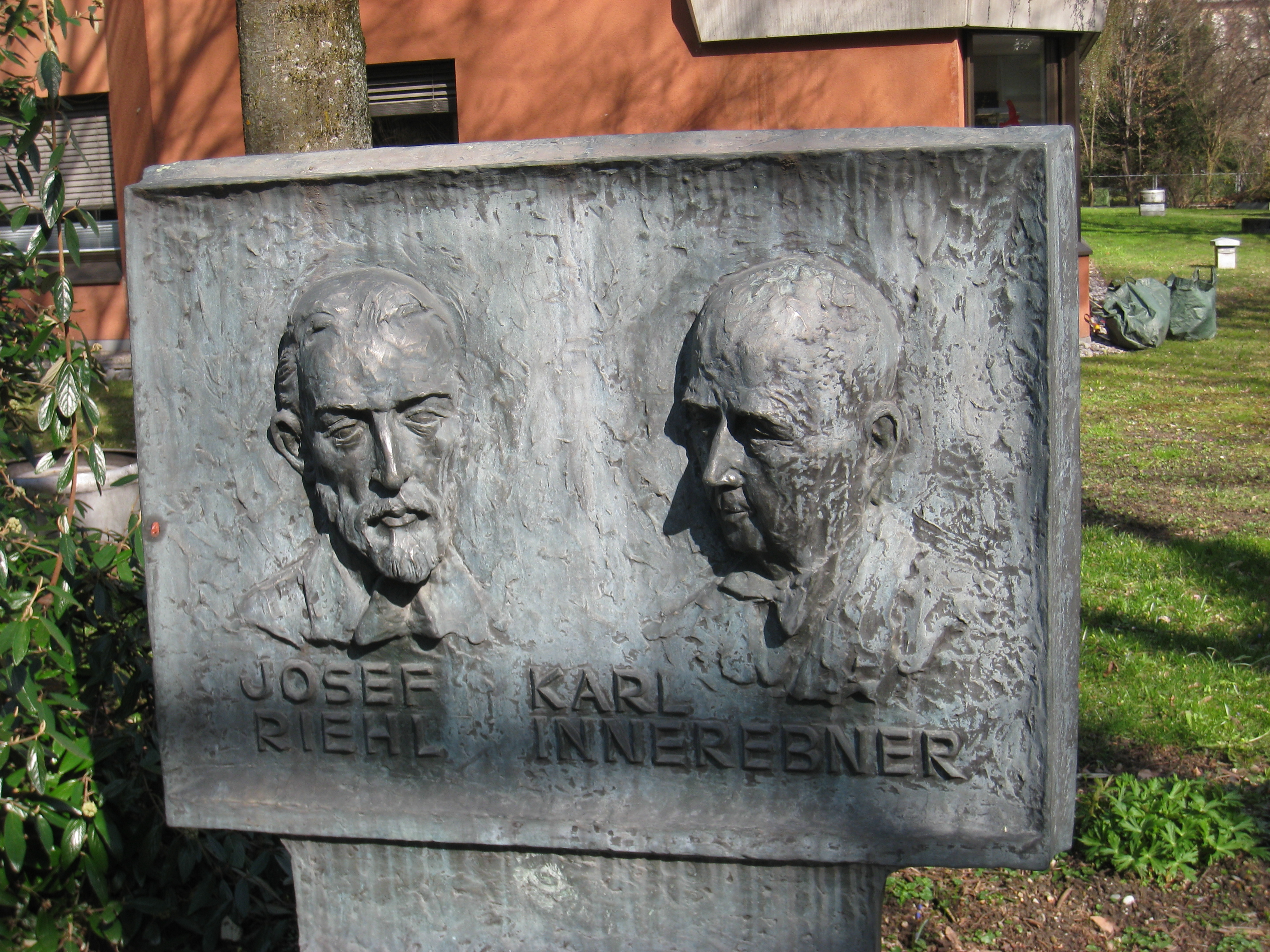
Gedenktafel für Josef Riehl und Karl Innerbener (rechts) in Innsbruck

Karl Innerebner (* 6. April 1870 in Bozen; † 5. September 1970 in Innsbruck) war ein österreichischer Bauingenieur und Bauunternehmer.

## Leben
Karl Innerebner stammte aus einem alten Sarntaler Bauerngeschlecht, er wurde als jüngstes von 13 Kindern 1870 in Bozen geboren. Nach dem Besuch der Realschule in Rovereto begann er an der Technischen Hochschule Graz zu studieren, wo er wegen der Teilnahme an einer studentischen Protestversammlung ausgeschlossen wurde. Er schloss daraufhin sein Studium an der Technischen Hochschule München ab. Seit 1888 war Innerebner Mitglied des Vereins Tiroler Hochschüler im Waidhofener Verband, aus dem später die Grazer akademische Burschenschaft Rhaetogermania hervorging. 1967 fusionierte diese zur Grazer akademischen Burschenschaft Cheruskia, der Innerebner dann bis zu seinem Tode als Alter Herr angehörte.
1897 trat er in den österreichischen Staatsdienst ein und wurde Bauadjunkt beim Umbau der Stilfser-Joch-Straße. 1899 berief ihn Josef Riehl als leitenden Ingenieur in sein Bauunternehmen. Als erste Aufgabe wurde ihm die Bauleitung beim Sillwerk übertragen. Nach dem Tode Riehls 1917 übernahm Innerebner zusammen mit August Mayer das Unternehmen.
Als Bauleiter Riehls oder als Gesellschafter des Bauunternehmens Innerebner & Mayer war er für zahlreiche Bahn-, Straßen- und Brückenbauten in Tirol, aber auch in anderen  Bundesländern verantwortlich, darunter den Bau der Tauferer Bahn, der Mittenwaldbahn, der Hungerburgbahn, der Innsbrucker Mittelgebirgsbahn, der Stubaitalbahn oder der Nordkettenbahn. Eine ebenso große Rolle in seinem Schaffen spielte der Bau von Kraftwerken wie dem Ruetzwerk, dem Kraftwerk Untere Sill, dem Rienzwerk oder dem Schnalstalwerk.
Innerebner förderte auch die wissenschaftliche Forschung auf vielen Gebieten des Bauwesens und setzte sich für die Errichtung einer Technischen Fakultät an der Universität Innsbruck ein, die schließlich 1969 verwirklicht wurde. Mit seinen Mitarbeitern führte er auch selbst Forschungsarbeiten durch, insbesondere auf dem Gebiet der Geschiebeführung und des Baus von Druckstollen und Staumauern.
1901 heiratete er Anna Czichna, das Paar hatte zwei Söhne und vier Töchter. Innerebner starb 1970 im Alter von 100 Jahren.

## Auszeichnungen
- 1916: Ritterkreuz des Franz-Joseph-Ordens
- 1921: Oberbaurat e. h.
- 1923: Ehrendoktorat der Technischen Hochschule München
- 1936: Komturkreuz des Österreichischen Verdienstordens
- 1950: Große silberne Verdienstmedaille der Kammer der Gewerblichen Wirtschaft für Tirol
- 1950: Ehrenring der Stadt Innsbruck
- 1956: Goldener Ehrenring der Kammer der Gewerblichen Wirtschaft für Tirol
- 1965: Ehrensenator der Universität Innsbruck
- 1966: Ehrenbürger der Stadt Innsbruck
- 1974: Benennung der Karl-Innerebner-Straße im Innsbrucker Stadtteil Hötting West in der Nähe der Mittenwaldbahn[3]